# PRSS48
PRSS48 (англ. Protease, serine 48) – білок, який кодується однойменним геном, розташованим у людей на 4-й хромосомі. Довжина поліпептидного ланцюга білка становить 328 амінокислот, а молекулярна маса — 35 970.
| 10         |  | 20         |  | 30         |  | 40         |  | 50         |
| ---------- |  | ---------- |  | ---------- |  | ---------- |  | ---------- |
| MGPAGCAFTL |  | LLLLGISVCG |  | QPVYSSRVVG |  | GQDAAAGRWP |  | WQVSLHFDHN |
| FICGGSLVSE |  | RLILTAAHCI |  | QPTWTTFSYT |  | VWLGSITVGD |  | SRKRVKYYVS |
| KIVIHPKYQD |  | TTADVALLKL |  | SSQVTFTSAI |  | LPICLPSVTK |  | QLAIPPFCWV |
| TGWGKVKESS |  | DRDYHSALQE |  | AEVPIIDRQA |  | CEQLYNPIGI |  | FLPALEPVIK |
| EDKICAGDTQ |  | NMKDSCKGDS |  | GGPLSCHIDG |  | VWIQTGVVSW |  | GLECGKSLPG |
| VYTNVIYYQK |  | WINATISRAN |  | NLDFSDFLFP |  | IVLLSLALLR |  | PSCAFGPNTI |
| HRVGTVAEAV |  | ACIQGWEENA |  | WRFSPRGR   |  |            |  |            |

A: Аланін

C: Цистеїн

D: Аспарагінова кислота

E: Глутамінова кислота

F: Фенілаланін

G: Гліцин

H: Гістидин

I: Ізолейцин

K: Лізин

L: Лейцин

M: Метіонін

N: Аспарагін

P: Пролін

Q: Глутамін

R: Аргінін

S: Серин

T: Треонін

V: Валін

W: Триптофан

Кодований геном білок за функціями належить до гідролаз, протеаз, серинових протеаз. 
Задіяний у такому біологічному процесі, як альтернативний сплайсинг. 
Секретований назовні.